# Věznice Kynšperk nad Ohří
Celý areál Věznice Kynšperk nad Ohří se nachází v katastrálním území obcí Libavské Údolí a Zlatá. Při cestě autem lze věznici najít na půli cesty mezi městy Sokolov a Cheb.
Její historie se datuje od 30. července 1995, kdy byl areál bývalého vojenského útvaru bezúplatně převeden do užívání Vězeňské službě České republiky. Na počátku své existence patřila k Věznici Ostrov nad Ohří, ale ještě v průběhu druhého pololetí roku 1995 byla začleněna do Věznice Horní Slavkov. Po vybudování prvního strážního stanoviště, zprovoznění budovy správy věznice, zdravotnického střediska, kuchyňského bloku a jedné z ubytoven bylo v lednu 1996 do věznice přemístěno z jiných zařízení prvních 20 odsouzených. Nařízením ministra spravedlnosti z roku 1999 byla Věznice Kynšperk nad Ohří k 1. lednu 2000 zřízena jako samostatný vězeňský subjekt. Počty odsouzených se postupně navyšovaly, v roce 2001 jich zde bylo umístěno v průměru 576. V průběhu roku 1997 se částečně upravila jedna z budov na pracoviště odsouzených s kapacitou 80 pracovních míst.
Zaměstnanost odsouzených se zvyšovala současně s dokončováním stavebních úprav dalších pracovních prostor. Odsouzení se zařazují do práce ve vězeňských režijních provozech a v provozovnách střediska hospodářské činnosti na pracoviště firem zabývajících se výrobou drobných betonových prefabrikátů, kompletací reklamních tiskovin a zpracováním starého textilu. Mohou též bezplatně vykonávat pomocné a údržbové práce ve prospěch věznice nebo se účastnit brigádnických prací v nedalekém domově důchodců, mateřské školce apod. V únoru 2004 se ukončila výstavba oplocení tzv. výrobní zóny, která umožnila zaměstnat další odsouzené. Věznice Kynšperk nad Ohří je profilována jako věznice pro muže odsouzené k výkonu trestu odnětí svobody do kategorie s ostrahou, je zde zřízeno také oddělení pro výkon trestu s dohledem. Celková ubytovací kapacita věznice je 766 míst.
Pro vzdělávání odsouzených věznice velkou měrou využívá své vlastní zdroje. Například na výuce cizích jazyků se podílejí i odsouzení se znalostí příslušného jazyka. Řada odsouzených získala osvědčení o absolvování kurzu v oboru číšník, základy výpočetní techniky, k obsluze motorové sekačky, křovinořezu aj. Odsouzení mají k dispozici různé možnosti využití volného času a je jim poskytována duchovní péče.
Věznice má přiděleno 202 tabulkových míst, 113 je vyčleněno pro zaměstnance ve služebním poměru, z toho 10 tabulkových míst tvoří místní jednotka justiční stráže při okresním soudu a okresním státním zastupitelství v Chebu. Zbývající tabulková místa tvoří tzv. civilní funkce. V říjnu roku 2002 navázala věznice spolupráci s vězeňským zařízením v bavorském Hofu a Bayreuthu.